# تينيان
تينيان (بالإنجليزية: Tenian؛ وكانت تُعرف فيما مضى بالاسم الياباني: تينيان-شيما، 天 仁 安 島) هي إحدى الجزر الرئيسية الثلاث في كومنولث جزر ماريانا الشمالية. تُشكل جنبًا إلى جنب مع جزيرة أغويغوان المجاورة غير المأهولة، بلدية تينيان، واحدة من أربع بلديات مؤسسة في شمال ماريانا. تعد سان خوسيه أكبر قرية في تينيان.